# Rec.Sport.Soccer Statistics Foundation
 (juillet 2009).
Si vous disposez d'ouvrages ou d'articles de référence ou si vous connaissez des sites web de qualité traitant du thème abordé ici, merci de compléter l'article en donnant les références utiles à sa vérifiabilité et en les liant à la section « Notes et références ».
La Rec(reational) Sport Soccer Statistics Foundation (ou simplement RSSSF) est une organisation non lucrative destinée à la collecte de statistiques concernant le football. Elle s'est fixée pour but la construction d'une base de données aussi vaste que possible sur le football dans le monde.
La fondation est créée en juin 1994 par trois membres réguliers du salon usenet rec.sport.soccer : Lars Aarhus, Kent Hedlundh et Karel Stokkermans. Elle est d'abord connue sous le nom de « North European Rec.Sport.Soccer Statistics Foundation » mais s'élargit bientôt au monde entier grâce à la participation grandissante de contributeurs non européens.
Aujourd'hui RSSSF possède un grand nombre de contributeurs provenant des quatre coins du monde et a même donné naissance à six sous-projets nationaux permettant de suivre en détail l'évolution des ligues et divisions de certains pays. Les pays concernés sont : l'Albanie, le Brésil, la Norvège, la Pologne, la Roumanie et l'Uruguay.